# Malagassa coniceps
Malagassa coniceps är en insektsart som beskrevs av Henri Saussure 1903. Malagassa coniceps ingår i släktet Malagassa och familjen Episactidae. Inga underarter finns listade i Catalogue of Life.